# Amato Garbini
Amato Garbini (1915 – Roma, 4 marzo 1977) è stato un truccatore e attore italiano.

## Biografia
Ha lavorato come truccatore su più di 60 film, tra il 1940 e il 1975. Come truccatore i suoi lavori più importanti sono stati nei film Maciste, l'eroe più grande del mondo del 1963, diretto da Michele Lupo, Topkapi  del 1964, diretto da Jules Dassin e in Riflessi in un occhio d'oro del 1967, diretto da John Huston. In tre occasioni ha anche lavorato come attore nel 1946 in Il bandito, diretto da Alberto Lattuada, Giù la testa  del 1971 diretto da Sergio Leone e nel 1973 in Revolver, diretto da Sergio Sollima.

## Filmografia

### Cinema
- Gelosia, regia di Ferdinando Maria Poggioli (1942)
- Riso amaro, regia di Giuseppe De Santis (1949)
- La fiamma che non si spegne, regia di Vittorio Cottafavi (1949)
- È l'amor che mi rovina, regia di Mario Soldati (1951)
- O.K. Nerone, regia di Mario Soldati (1951)
- Le avventure di Mandrin, regia di Mario Soldati (1952)
- Legione straniera, regia di Basilio Franchina (1952)
- Il mercante di Venezia (Le marchand de Venise), regia di Pierre Billon (1953)
- Jolanda la figlia del corsaro nero, regia di Mario Soldati (1953)
- L'età dell'amore, regia di Lionello De Felice (1953)
- Questa è la vita, regia di Aldo Fabrizi, Giorgio Pastina, Mario Soldati e Luigi Zampa (1954)
- La spiaggia, regia di Alberto Lattuada (1954)
- Le due orfanelle, regia di Giacomo Gentilomo (1954)
- Le diciottenni, regia di Mario Mattoli (1955)
- Don Camillo e l'onorevole Peppone (Don Camillo e l'on. Peppone), regia di Carmine Gallone (1955)
- Racconti romani, regia di Gianni Franciolini (1955)
- Canzone proibita, regia di Flavio Calzavara (1956)
- Mamma sconosciuta, regia di Carlo Campogalliani (1956)
- Il momento più bello, regia di Luciano Emmer (1957)
- Ascoltami, regia di Carlo Campogalliani (1957)
- Adorabili e bugiarde, regia di Nunzio Malasomma (1958)
- Amore e guai..., regia di Angelo Dorigo (1958)
- Vacanze d'inverno, regia di Camillo Mastrocinque e Giuliano Carnimeo (1959)
- Cartagine in fiamme, regia di Carmine Gallone (1960)
- Apocalisse sul fiume giallo, regia di Renzo Merusi (1960)
- Gli amori di Ercole, regia di Carlo Ludovico Bragaglia (1960)
- Il sangue e la rosa (Et mourir de plaisir), regia di Roger Vadim (1960)
- Mariti in pericolo, regia di Mauro Morassi (1960)
- Chiamate 22-22 tenente Sheridan, regia di Giorgio Bianchi (1960)
- Maciste, l'uomo più forte del mondo, regia di Antonio Leonviola (1961)
- La monaca di Monza, regia di Carmine Gallone (1962)
- L'eroe di Sparta (The 300 Spartans), regia di Rudolph Maté (1962)
- Carmen di Trastevere, regia di Carmine Gallone (1962)
- Maciste, l'eroe più grande del mondo, regia di Michele Lupo (1963)
- Gli imbroglioni, regia di Lucio Fulci (1963)
- I marziani hanno 12 mani, regia di Franco Castellano e Giuseppe Moccia (1964)
- Topkapi, regia di Jules Dassin (1964)
- Il disco volante, regia di Tinto Brass (1964)
- Terrore nello spazio, regia di Mario Bava (1965)
- Il tormento e l'estasi (The Agony and the Ecstasy), regia di Carol Reed (1965)
- Caccia alla volpe, regia di Vittorio De Sica (1966)
- Tre morsi nella mela (Three Bites of the Apple), regia di Alvin Ganzer (1967)
- Masquerade (The Honey Pot), regia di Joseph L. Mankiewicz (1967)
- Non stuzzicate la zanzara, regia di Lina Wertmüller (1967)
- La traviata, regia di Mario Lanfranchi (1967)
- Riflessi in un occhio d'oro (Reflections in a Golden Eye), regia di John Huston (1967)
- Lo sbarco di Anzio, regia di Edward Dmytryk e Duilio Coletti (1968)
- L'uomo venuto dal Kremlino (The Shoes of the Fisherman), regia di Michael Anderson (1968)
- Buonasera, signora Campbell (Buona Sera, Mrs. Campbell), regia di Melvin Frank (1968)
- Quei temerari sulle loro pazze, scatenate, scalcinate carriole (Monte Carlo or Bust!), regia di Ken Annakin e Sam Itzkovitch (1969)
- La statua (The Statue), regia di Rod Amateau (1971)
- La tarantola dal ventre nero, regia di Paolo Cavara (1971)
- In nome del popolo italiano, regia di Dino Risi (1971)
- L'assassino... è al telefono, regia di Alberto De Martino (1972)
- La prima notte di quiete, regia di Valerio Zurlini (1972)
- La calandria, regia di Pasquale Festa Campanile (1972)
- Lucky Luciano, regia di Francesco Rosi (1973)
- Le farò da padre, regia di Alberto Lattuada (1974)
- La sbandata, regia di Alfredo Malfatti, Salvatore Samperi (1974)
- Oh, Serafina!, regia di Alberto Lattuada (1976)

### Attore e truccatore
- Giù la testa, regia di Sergio Leone (1971)
- Revolver, regia di Sergio Sollima (1973)

### Attore
- Il bandito, regia di Alberto Lattuada (1946)